# جون غورلاي
جون غورلاي هو لاعب كرة قدم كندي، ولد في 26 يوليو 1872 في أونتاريو في كندا، وتوفي في 7 أبريل 1949 في فانكوفر في كندا.

## وصلات خارجية
- جون غورلاي على موقع أوليمبيديا (الإنجليزية)